# Ajulemska kiselina
Ajulemska kiselina (AB-III-56, HU-239, IP-751) je sintetički kanabinoidni derivat psiho-neaktivnog THC metabolita 11-nor-9-karboksi-THC. Ovo jedinjenje deluje kao analgetik i antiinflamatorni agens. Ajulemska kiselina je razvijena za tretman neuropatičkog bola i inflamatornih oboljenja poput artritisa.